# Hemileius neonominatus
Hemileius neonominatus är en kvalsterart som beskrevs av Subías 2004. Hemileius neonominatus ingår i släktet Hemileius och familjen Hemileiidae. Inga underarter finns listade i Catalogue of Life.